# Scandalul Larry Flynt
Scandalul Larry Flynt (în engleză The People vs. Larry Flynt) este un film american, care a apărut în premieră în anul 1996 și prezintă viața milionarului Larry Flynt. În film este descrisă ascensiunea lui Flynt, editorul revistei Hustler și a soției sale Althea Flynt  care a murit în urma consumului de stupefiante.

## Acțiune
Larry Flynt are prin anii 1960 împreună cu fratele său Jimmy în Cincinnati, Ohio,  localul de striptease, "Hustler Go Go Club". Ca să crească numărul clienților săi, Larry Flynt începe să facă publicitate cu revista Hustler, deși publicitatea cu imagini era interzisă, el prezintă imagini din local însoțite de texte provocante. 
Althea Leasure începe la vârsta de 20 de ani să danseze în localul lui Larry Flynt. Se înfiripează o iubire între cei doi, care se vor căsători, cu toate că ei declară deschis, că nu sunt pentru o viață monogamă. Bancherul Charles Keating, cunoscut ca un adversar al moravurilor ușoare, îl dă în judecată pe Larry, pentru înșelăciuni și publicitate cu imagini pornografice. Curtea juraților îl declară vinovat și Larry Flynt este condamnat la 25 de ani închisoare. În urma recursului la 5 luni Larry este lăsat liber. La părăsirea judecătoriei Larry și avocatul său Isaacman sunt victimele unui atentat. În urma atentatului avocatul se vindecă iar Lary rămâne paralizat pe viață. Lary este condamnat la 15 luni închisoare pentru consum de stupefiante. Cu toate că este vinovat Flynt pornește cu avocatul său din nou ofensiva contra reclamanților. După moartea soției lui Flynt, predicatorul Falwel îl acuză public pe Lary, de ducerea unei vieți imorale, care a dus la moartea soției. Isaacman avocatul lui Lary reușește să convingă judecătorii de dreptul la o viață liberă și de nevinovăția lui Larry Flyn.